# Essexella
L'essexella (gen. Essexella) è una medusa estinta, vissuta nel Carbonifero medio (circa 320 milioni di anni fa). I suoi resti sono stati ritrovati in Nordamerica.

## Descrizione
Questa medusa aveva un aspetto piuttosto simile a quello di molte meduse attuali, anche se possedeva alcune particolarità. Era un animale di media taglia, la cui lunghezza poteva variare da 1 a circa 20 centimetri, mentre la larghezza poteva raggiungere i 9 centimetri. La forma era allungata e i fossili conservati su un fianco tendono ad avere una forma ellittica o quasi rettangolare. L'estremità superiore ricorda la cappella di un fungo, e corrisponde all'ombrella della medusa. Questa struttura poteva occupare anche la metà dell'intero animale, ma in alcuni fossili è quasi del tutto assente. Il resto del corpo era rivestito da una sorta di “gonna”, probabilmente una membrana che si dipartiva dall'ombrella della medusa. A causa di questo rivestimento non sono note le altre strutture che pendono dall'ombrella, ma in alcuni fossili è stato possibile riconoscere fino a otto lobi o strutture tentacolari.

## Classificazione
L'essexella è considerata una tipica scifomedusa (classe Scyphozoa), appartenente all'ordine Rhizostomeae. I suoi resti si rinvengono in particolare abbondanza nel ben noto giacimento di Mazon Creek (Illinois) e sono solitamente conservati lateralmente. La specie più nota è Essexella asherae. In questo giacimento sono state ritrovate anche altre meduse (Octomedusa, Reticulomedusa), e ciò riveste una particolare importanza perché organismi molli come le meduse non si fossilizzano quasi mai.